# Kyoto International Conference Center

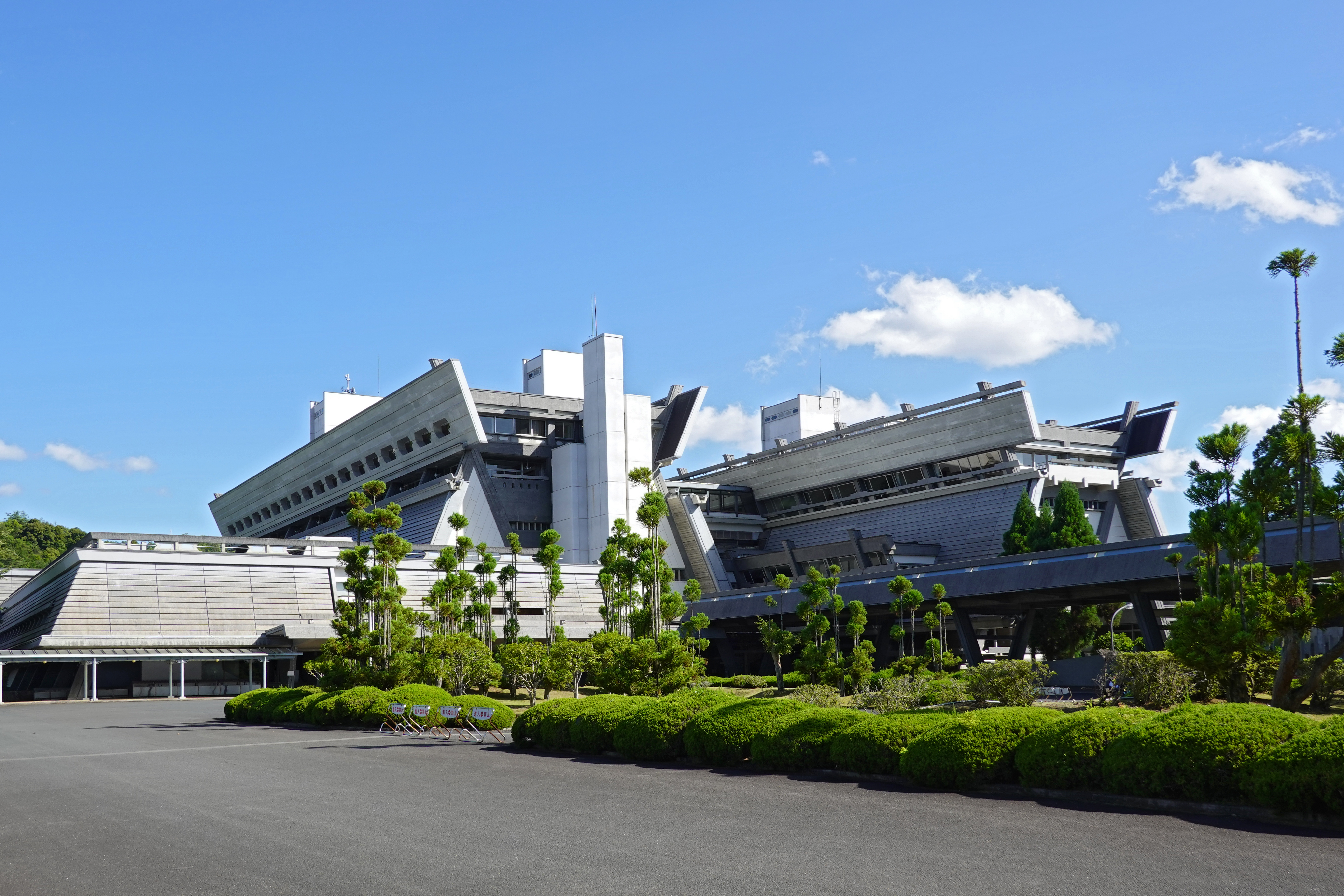
Das Kyoto International Conference Center.

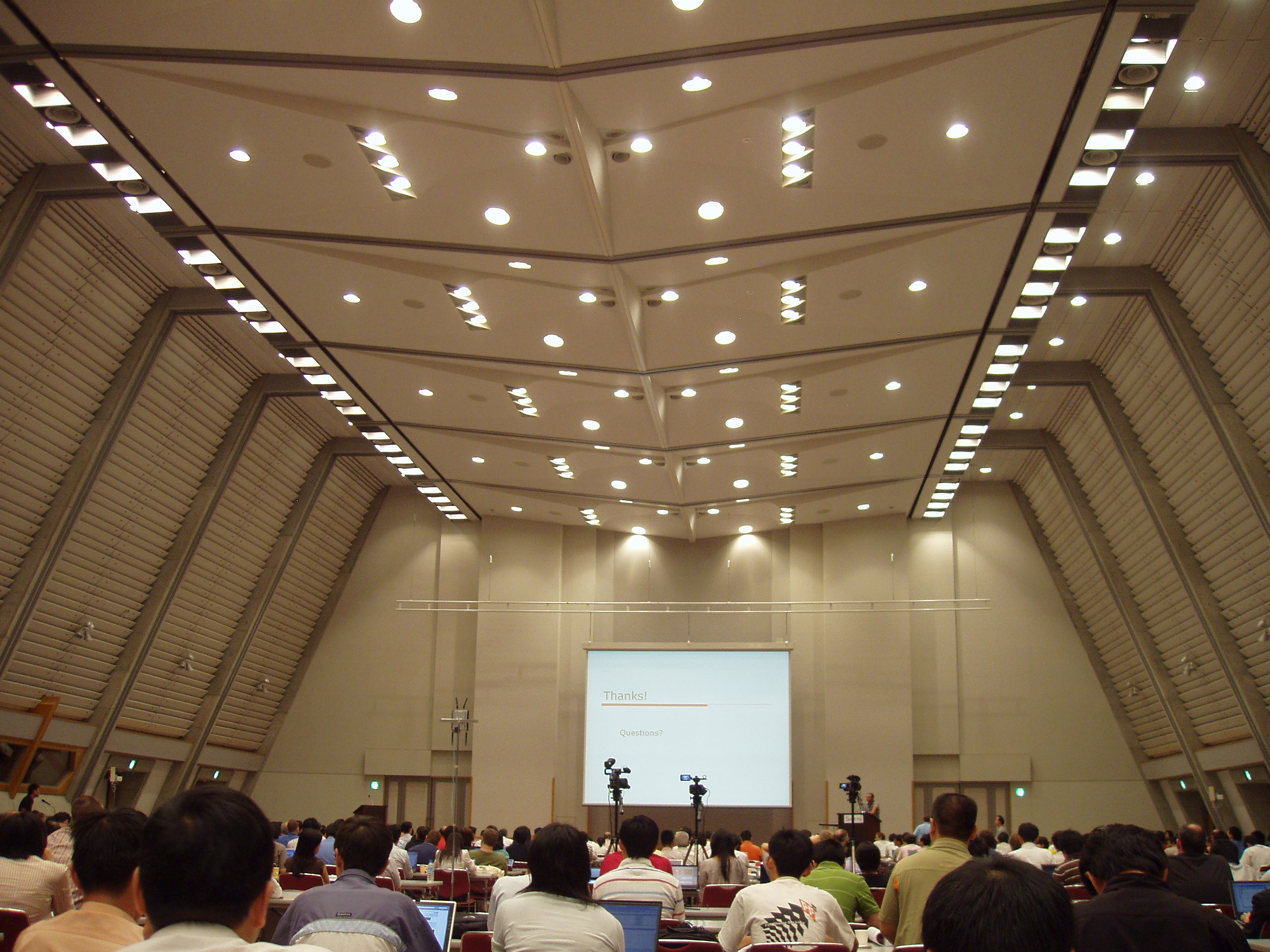
Das Innere der Annex Hall.

Das Kyoto International Conference Center (japanisch 国立京都国際会館 Kokuritsu Kyōto kokusai kaikan, deutsch ‚Staatliches internationales Konferenzzentrum Kyoto‘), kurz ICC Kyoto, ist ein großes Konferenzzentrum im nordöstlich gelegenen Stadtteil Sakyō-ku in der japanischen Stadt Kyōto.
Das Gebäude geht auf Pläne von Premierminister Nobusuke Kishi zurück Japan als Konferenzort internationalen Ranges auszubauen. Das Parlament beschloss den Bau am 14. September 1959 und der erste Spatenstich fand am 19. November 1962 statt. Das vom Architekten Sachio Ōtani entworfene Gebäude wurde 1966 eröffnet und 1973 erweitert. Heute kommt das Konferenzzentrum auf 156.000 m² Fläche, aufgeteilt auf die große Konferenzhalle mit einem großen, 2.000 Personen fassenden Saal und einer Reihe kleinerer Räume, die Annex-Halle, in der 1.500 Personen Raum finden, und eine Event-Halle.
In dem Konferenzzentrum wurde das nach der umliegenden Stadt Kyoto-Protokoll benannte internationale Abkommen zum Klimaschutz beschlossen.

## Wissenswertes
- Das Kyoto International Conference Center war Schauplatz der Schlussszenen von John Frankenheimers Film Wenn er in die Hölle will, laß ihn gehen, mit den Hauptdarstellern Scott Glenn und Toshirō Mifune.[2]